# قلعه ترك سفلي (مقاطعة إسلام آباد غرب)
قلعه‌ترك سفلي (بالفارسية: قلعه‌ترک سفلی) هي قرية تقع في كرمانشاه في إيران. يقدر عدد سكانها بـ 133 نسمة .